# Партия 5 декабря
Партия 5 декабря — российская либеральная незарегистрированная политическая партия, управляемая Федеральным координационным советом (ФКС). Среди соучредителей партии — Роман Доброхотов, Константин Янкаускас, Денис Билунов, Сергей Давидис, Наталья Пелевина (позже вышла из партии) и другие.
Партия участвовала в выборах в Координационный совет оппозиции, которые прошли в октябре 2012. По результатам их в состав совета вошли три члена партии: Сергей Давидис, Пётр Царьков и Анна Каретникова.

## История
Название партии связано с днём начала протестов на Болотной площади, с несогласием с официальными результатами Парламентских выборах в Государственную думу VI созыва, которые состоялись 4 декабря 2011 года. На следующий день 5 декабря состоялись многотысячные протесты против партии власти. Кроме того, 5 декабря — дата первого в послевоенной советской России Митинга гласности.
8 декабря 2012 года в Москве состоялся Учредительный съезд Всероссийской политической партии «Партия 5 декабря», на котором высшим руководящим органом партии, вместо единого лидера учреждён «Федеральный Координационный Совет» (ФКС).
7 июня 2013 года, «Партия 5 декабря» подала в Министерство юстиции Российской Федерации документы на регистрацию. 
24 августа 2013 года состоялся II съезд партии, на котором были приняты необходимые поправки в документы с целью повторной подачи документов в Минюст для регистрации. Ранее в программе партии было требование расформировать ФСБ, которое, по словам сотрудников Минюста РФ, противоречит Конституции РФ.
22 октября 2013 года Министерство юстиции РФ снова отказалось регистрировать «Партию 5 декабря» в качестве политической партии.
На начало 2014 года партия продолжает находиться в списке политических партий, которым было отказано в государственной регистрации.
На выборах мэра Москвы 2013 года партия организовывала поддержку кандидату от партии РПР-ПАРНАС Алексею Навальному.
В ноябре 2013 года выступила с заявлением о поддержке Евромайдана на Украине.
6 апреля 2014 года в Москве состоялся новый учредительный съезд Партии 5 декабря. 
5 декабря 2015 года в Москве прошел IV съезд Партии 5 декабря. Участники съезда обсудили работу партии в 2014-2015 гг, приняли стратегию развития партии на 2016-2017 годы, новую редакцию партийной программы и избрали новый состав Федерального координационного совета партии в составе 21 человека. По итогам съезда было принято политическое заявление.

## Мнения о Партии 5 декабря
«Партия 5 декабря» пополнила список безусловно реальных политических организаций, которых МинЮст не регистрирует как партии именно потому, что они реальные политические организации. К этому списку, как минимум, нужно отнести ещё «Народный Альянс» и «Национально-Демократическую партию». Все они имеют актив, сторонников, избирателей. Все они могут успешно участвовать в выборах. … На выборах мэра Москвы «Партия 5 декабря» меня поддержала и совершенно автономно организовывала агитмероприятия на уровне превосходящем «системные партии». У них всегда и люди есть для пикетов, и деньги могут собирать, и юристы, и орговики, и местные депутаты, и технологи. Это реальная партия.— Алексей Навальный